# Andrew Gilchrist

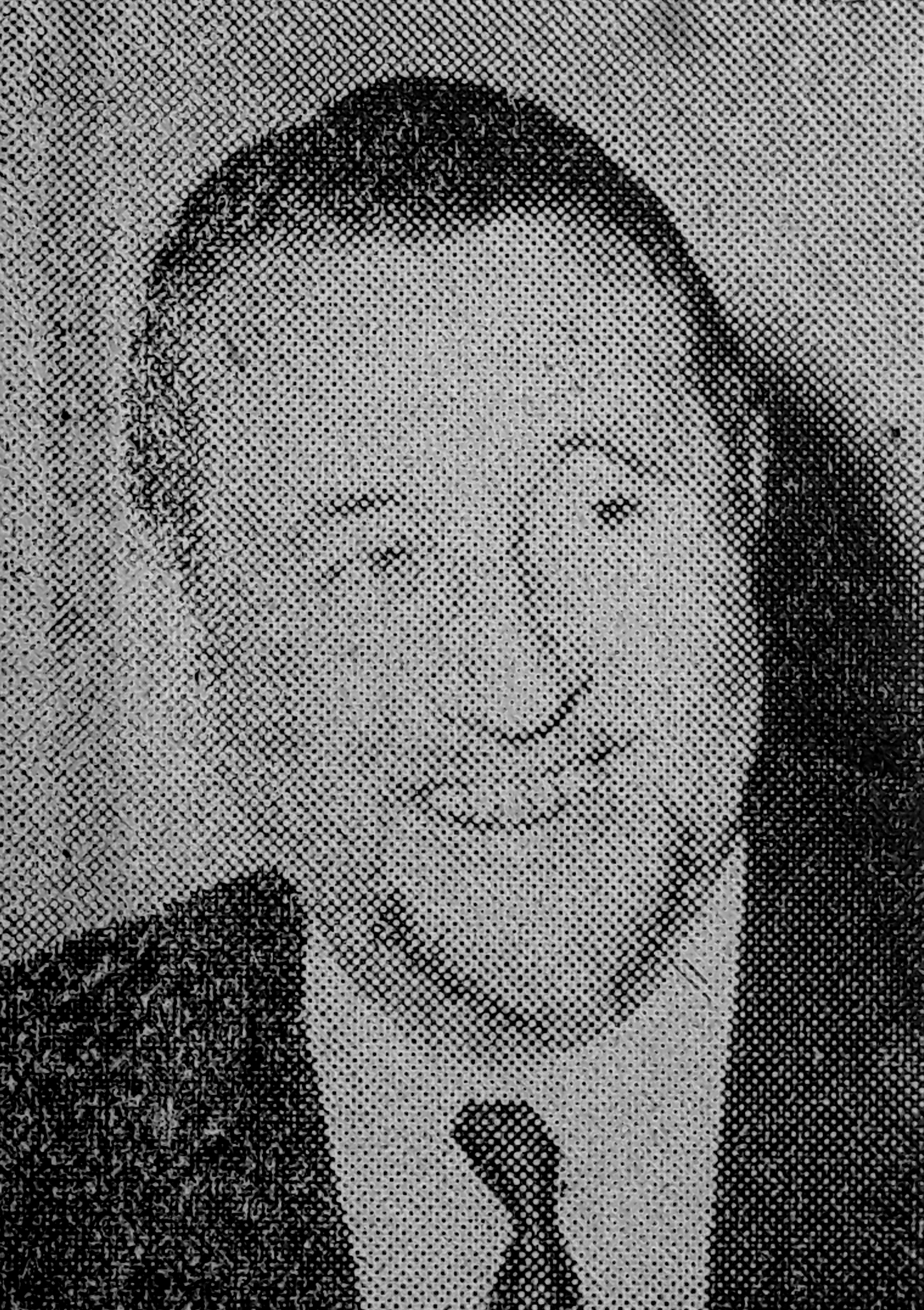
Sir Andrew Gilchrist, 1966

Sir Andrew Graham Gilchrist, KCMG (* 19. April 1910 in Lesmahagow, Lanarkshire, Schottland; † 6. März 1993) war ein britischer Diplomat und Regierungsbeamter, der unter anderem zwischen 1956 und 1959 Gesandter beziehungsweise ab 1957 erster Botschafter in Island, von 1963 bis 1965 Botschafter in Indonesien sowie zuletzt zwischen 1967 und 1970 Botschafter in Irland war.

## Leben
Andrew Graham Gilchrist, Sohn von James Graham Gilchrist, absolvierte nach dem Besuch der Edinburgh Academy ein Geschichtsstudium am Exeter College der University of Oxford, welches er 1931 beendete. Daraufhin trat er in den diplomatischen Dienst (His Majesty’s Diplomatic Service) ein und fand in den folgenden Jahren zahlreiche Verwendungen an Auslandsvertretungen sowie im Außenministerium. Im Zweiten Weltkrieg arbeitete er für den britischen Geheimdienst Special Operations Executive in Thailand. Nachdem er zwischen 1951 und 1954 Generalkonsul in Stuttgart war, fungierte er von 1954 bis 1956 als Botschaftsrat in der Generalkommission für Südostasien (Commission-General for Southeast Asia). Für seine Verdienste wurde er 1956 zum Companion des Order of St Michael and St George (CMG) ernannt. Im Anschluss übernahm er als Nachfolger von Sir James Henderson den Posten als Gesandter in Island und wurde nach Aufwertung der Gesandtschaft zur Botschaft 1957 erster Botschafter in Island. Er verblieb auf diesem Posten bis 1959 und wurde daraufhin von Charles Stewart abgelöst. Danach fungierte er zwischen 1960 und 1962 als Generalkonsul in Chicago.
1962 wurde er zum Botschafter in Indonesien ernannt und übergab dort als Nachfolger von Leslie Alfred Charles Fry seine Akkreditierung. Er verblieb in dieser Funktion bis 1965 als im Zuge der sogenannten „Konfrontasi“, ein Konflikt zwischen Indonesien und dem 1963 gegründeten Malaysia, der von 1963 bis 1966 dauerte, die diplomatischen Beziehungen ausgesetzt wurden. Für seine Verdienste wurde er 1964 als Knight Commander des Order of St Michael and St George (KCMG) geadelt, so dass er fortan das Prädikat „Sir“ führte. Nach seiner Abberufung aus Jakarta übernahm er im Außenministerium zwischen 1966 und 1967 den Posten als Leiter der nur kurzzeitig bestehenden Unterabteilung für Wirtschaftsangelegenheiten Zentralafrikas (Assistant Under-Secretary (Central Africa, Economic), Foreign Office). Zuletzt wurde er 1967 zum Botschafter in Irland ernannt und übergab dort seine Akkreditierung als Nachfolger von Sir Geoffrey Tory. Auf diesem diplomatischen Posten verblieb er bis zu seinem Eintritt in den Ruhestand 1970 und wurde im Anschluss von Sir John Peck abgelöst. Danach übernahm er als Nachfolger des Stadtplaners Sir Robert Grieve von 1970 bis 1976 die Funktion als Vorsitzender der Highlands and Islands Development Board (HIDB), einer Regierungsbehörde in Schottland, die in den Highlands und auf den Inseln zum Aufbau einer nachhaltigen und integrativen Wirtschaft beitragen und mehr Menschen zum Leben, Arbeiten, Studieren, Investieren und Besuchen anlocken soll, und die Vorgängerorganisation der heutigen Highlands and Islands Enterprise (HIE) ist.
Gilchrist war von 1946 bis zu deren Tode 1987 mit Freda Grace Gilchrist verheiratet. Aus dieser Ehe gingen zwei Söhne und eine Tochter hervor.

## Veröffentlichungen
- Bangkok Top Secret, 1970
- Cod Wars and How to Lose Them, Edinburgh 1978
- South of Three Pagodas, 1987
- Death of an Admiral, 1988
- Malaya 1941, 1992

## Hintergrundliteratur
- J. A. C. Mackie: Konfrontasi. The Indonesia-Malaysia Dispute, Oxford University Press, Kuala Lumpur 1974, ISBN 0-19-638247-5
- Matthew Jones: Conflict and Confrontation in South East Asia, 1961–1965. Britain, the United States, Indonesia, and the Creation of Malaysia, Cambridge University Press, Cambridge 2002 ISBN 0-521-80111-7
- Greg Poulgrain: The Genesis of Konfrontasi. Malaysia, Brunei and Indonesia, 1945–1965, Strategic Information and Research Development CentrePetaling Jaya 2014, ISBN 978-967-0630-15-1